# Birutė Galdikasová
Birutė Marija Filomena Galdikasová (* 10. květen 1946, Wiesbaden) je kanadská antropoložka a etoložka, která se narodila v rodině litevských exulantů v Německu. Proslula výzkumem orangutanů, zejména orangutanů bornejských. Je profesorkou na Simon Fraser University v Burnaby v Kanadě a Státní univerzity v Jakartě v Indonésii.

## Život
Rodina se z Německa brzy přestěhovala do Kanady a odtud do Kalifornie, kde Biruté vystudovala psychologii, biologii a antropologii na Kalifornské univerzitě v Los Angeles (1966 BA, 1969 MA, 1978 PhD). Jejím učitelem a inspirátorem byl britský paleontolog Louis Leakey, který přišel s termínem Trimáti (Trimates) pro označení tří silně angažovaných vědkyň, které přinesly průlomové studie primátů, založené na dlouhodobém výzkumu v jejich přirozeném prostředí. Jane Goodallová zkoumala šimpanze, Dian Fosseyová horské gorily a Galdikasová se zaměřila na orangutany. Těmto třem vědkyním se také někdy říká „Leakeyho andělé“, neboť Leakey všechny tři ovlivnil a vedl.
Krom vědeckých zájmů se silně angažuje v boji za ochranu životního prostředí, zejména deštných pralesů. K ochraně ohrožených orangutanů založila nadaci Orangutan Foundation International, jíž je prezidentkou. Za své ekologické snahy získala roku 1997 Tyler Prize for Environmental Achievement a řadu dalších cen (PETA Humanitarian Award, Eddie Bauer Hero of the Earth, Sierra Club Chico Mendes Award aj.). Je známa svým vystupování v dokumentárních snímcích a cyklech na televizi Animal Planet a jinde (Born to Be Wild 3D, Nature, Life and Times, 30 Years of National Geographic Specials, Orangutans: Grasping the Last Branch, The Last Trimate). Napsala paměti nazvané Reflections of Eden.